# Anna Bernholmová
Anna Bernholmová (* 5. března 1991) je švédská zápasnice–judistka.

## Sportovní kariéra
S judem začínala v Molkomu nedaleko Karlstadu v místním klubu. Vrcholově se judu začala věnovat v klubu Frövi jako studentka střední sportovní školy Lindeskolan v Lindesbergu pod vedením Carin Fritzellové. V švédské ženské reprezentaci se objevila poprvé v roce 2008, ale výrazně na sebe upozornila teprve od roku 2013. Startuje v polostřední váze do 63 kg, ve které měla doma ve Švédsku v období 2013 až 2016 velmi silnou konkurenci – Mia Hermanssonová, Emma Barkelingová. Především s Hermanssonovou svedla v roce 2016 tvrdý boj o kvalifikaci na olympijské hry v Riu, který nakonec o málo bodů prohrála a mohla tak svou hlavní rivalku v Riu podporovat. V dalším olympijského cyklu od roku 2017 startuje ve střední váze do 70 kg.

### Vítězství
- 2016 – 1× světový pohár (Tallinn)
- 2017 – 1× světový pohár (Abú Zabí)
- 2018 – 1× světový pohár (Antalya)
- 2019 – 1× světový pohár (Tel Aviv)

## Výsledky
| Olympijské hry     |     |     | —   |     |     |     | —   |     |     |    |  |  |  |  |  |  |  |  |  |  |  |  |  |  |
| Mistrovství světa  | —   | úč. |     | úč. | úč. | úč. |     | úč. | úč. |    |  |  |  |  |  |  |  |  |  |  |  |  |  |  |
| Evropské hry       |     |     |     |     |     | úč. |     |     |     | 3. |  |  |  |  |  |  |  |  |  |  |  |  |  |  |
| Mistrovství Evropy | —   | úč. | úč. | 7.  | —   | úč. | úč. | 5.  | úč. | 3. |  |  |  |  |  |  |  |  |  |  |  |  |  |  |
| ME do 23 let       | —   | úč. | úč. | —   |     |     |     |     |     |    |  |  |  |  |  |  |  |  |  |  |  |  |  |  |
| MS juniorů         | úč. |     |     |     |     |     |     |     |     |    |  |  |  |  |  |  |  |  |  |  |  |  |  |  |
| ME juniorů         | úč. |     |     |     |     |     |     |     |     |    |  |  |  |  |  |  |  |  |  |  |  |  |  |  |